# Luis Sandi
Luis Sandi Meneses (Ciudad de México, 1905 - Ciudad de México, 1996), conocido como Luis Sandi, fue un músico, profesor de música y compositor mexicano del ámbito de la música académica, fundador en 1938 del Coro de Madrigalistas, hoy en día conocido con el nombre de Coro de Madrigalistas de Bellas Artes.[cita requerida]

## Trayectoria
Estudió violín, canto y composición en el Conservatorio Nacional de Música de la Ciudad de México, plantel del que llegó a ser catedrático y secretario. Dirigió en varias ocasiones la Orquesta Sinfónica de México y la Orquesta Sinfónica Nacional. Dedicó algún tiempo a la composición, de cuya producción destaca su ópera Carlota, hecha sobre el libreto de Francisco Zendejas, y su ballet Bonampak. En 1938, fundó el Coro de Madrigalistas,  con la finalidad de difundir la música coral en todas sus manifestaciones. Su diario contacto con el coro lo hizo componer y arreglar una enorme cantidad de obras corales. Es autor de varios libros para uso de los alumnos de música
algunos de ellos son:
1. Introducción al estudio de la música. Curso completo para segunda enseñanza.
2. Canto de amor y de muerte : para coro a cappella 	
3. De música... y otras cosas. 
4. Diez haikais : para canto y piano 
5. Cantata : En la tumba de Federico García Lorca 
6. Madrigal : para canto y piano 
7. Choral arrangements of Latin-American folk songs 
8. Poemas del amor y de la muerte : para canto y... 
9. Los cuatro coroneles de la reina : para canto... 
10. Cuatro poemas de Tu-Fu : para canto y piano 
Fue también miembro del Consejo Internacional de la Música, de la UNESCO, para el período 1963-1966, y miembro del Comité del Consejo Interamericano de Música.[cita requerida]

## Obras

### Instrumental
Solos
- Fátima (suite galante) (1948) (6') - guit.
- Sonata para violín (1969) (10')
- Miniatura (1995) (3') - viola

Dúos
- Pastoral - oboe, piano
- Aire antiguo (1927) (13') - violín, piano
- Canción erótica (1927) (4') - violín, piano
- Sonatina para violonchelo y piano (1959) (5')

Tríos
- Tres momentos (1978) (6') - violín, violonchelo, piano
- Variación para tres flautas dulces (1979) - fl

Cuartetos
- Cuarteto para instrumentos de arco (1938) (9')
- Cuatro momentos (1961) (5')
- Cuatro piezas (1977) (5') - flautas dulces

Quintetos
- Quinteto (1960) (6') - flauta, clarinete, trompeta, violín y violonchelo

Orq. de cámara
- Suite de la hoja de plata (1939) (12')
- Cinco gacelas (1968) (8')
- Trenos in memoriam Carlos Chávez (1978) (6')
- Sinfonía mínima (1978) (8')

Orq. sinfónica
- Los cuatro coroneles de la reina (1978) (7') - (vers. orq)
- Sonora (1933)
- Suite banal (1936) (10')
- La angostura (1939)
- Norte (1940)
- Tú Fú (1956)
- Segunda Sinfonía (1979)

Orq. sinfónica y solista
- Concertino (1944) (7') - flauta y orq.
- Poemas de amor y muerte (1966) (9') - voz y orq. Texto: epígrafes griegos
- Il cántico delle creature (1971) (10') - voz y orq. Texto: Sn. Francisco de Asís
- Ajorca de cantos floridos (1977) (6') - voz y orq. Texto: poesía náhuatl

Ballet
- Día de difuntos (1938) (8') - orq.
- Coatlicue (1949) (12') -orq.
- Bonampak (1951) (20') -orq.

### Vocal
Óperas
- Carlota (1947) (30'), con libreto de Francisco Zendejas Gómez
- La señora en su balcón (1954) (45'), basada en la obra de teatro de Elena Garro

Voz y piano
- ¡Oh, luna!
- Las cuatro coronelas de la reina (1928) (7') - Texto: Amado Nervo
- Madrigal (1936) (2') - Texto: Amado Nervo
- Diez hai-kais (1933) (4') - Texto: José Juan Tablada
- Canción obscura (1934) (3') -
- Canción de la vida profunda (1947) (5') - Texto: Porfirio Barba Jacob
- Cuatro canciones de amor (1955)  (7') - Texto: Rafael Alberti; Ramón López Velarde; anónimos
- Poemas del amor y de la muerte (1963) (6') - Texto: Omar Khayyam; epígrafos griegos
- Destino (1968) (5') - voz y piano Texto: Isabel Farfán Cano
- Cinco poemas de Salvador Novo (1975) (3')- soprano, mezzo y piano

Voz y otros instrumentos
- Rubayaits - voz, trompeta, corno, trombón Text: Omar Khayyam
- El venado (1932) (8') - voz, flauta, trompeta, trombón, 2 violines, vihuela, guitarrón, marimba and percusión
- ¿Qué traerá la paloma? (1958) (1') - voz y guitarra
- Paloma ramo de sal (1947) (11') - voz y guitarra
- Poema en el espacio (1961) (3') - voz y violonchelo
- Ave María (1981) - voz y órgano  Texto: Elías Nandino

Coro
- Silenciosamente (1930) (1') - coro mixto Texto: Amado Nervo
- Tres madrigales  (1932) (5')
- Quisiérate peor, Nísida, cuenta (1947) (4') - coro mixto Texto: Miguel de Cervantes
- Los Xtoles (1947)
- Amanece (1948) - coro mixto Texto: Alfonso del Río
- Canto de amor y muerte (1956) (6') - coro mixto Texto: Ramón López Velarde
- A la muerte de Madero (1960) (2') - coro mixto
- Cinco gacelas (1960) (6') - coro mixto
- Cantata a la tumba de García Lorca (1977) (8') - coro mixto

Coro e instrumentos
- Las troyanas (1937) (10') - coro mixto 2 obs, c.i., fg, arpa y perc. Texto: Eurípides
- Mi corazón se amerita (1939) (4') coro mixto y 2 pianos Texto: Ramón López Velarde

Coro y orq. sinfónica
- Gloria a los héroes (1947) (7')
- La suave patria (1951) (7') - Texto: Ramón López Velarde